# Walter Gorn
Walter Gorn (* 24. September 1898 in Bieganin, Kreis Pleschen; † 10. Juli 1968 in Rosenheim) war ein deutscher Offizier, zuletzt Generalmajor im Zweiten Weltkrieg.

## Leben
Gorn trat während des Ersten Weltkriegs am 14. November 1916 in das Grenadier-Regiment „König Wilhelm I.“ (2. Westpreußisches) Nr. 7 ein. Am 6. Juli 1917 erfolgte seine Versetzung in die Ersatz-MG-Kompanie des V. Armee-Korps und von dort kam er dann am 19. August 1917 in die 1. schwere MG-Kompanie des Landsturm-Infanterie-Regiments Nr. 36. Gorn verblieb über das Ende des Krieges hinaus bei der Einheit und wurde am 18. Dezember 1918 in die 2. Kompanie des Freiwilligen-Regiments 18 versetzt. Dort sollte am 16. April die Beförderung zum Gefreiten sowie am 7. September 1919 zum Unteroffizier erfolgen. Kurz darauf entließ man ihn am 20. September 1919 aus dem Heeresdienst.
Er trat am 1. Juni 1920 als Polizei-Unterwachtmeister in die Schutzpolizei Breslau ein.
Gorn trat am 15. Oktober 1935 als Hauptmann in das Heer über und wurde als solcher Chef der 5. Kompanie des Kradschützen-Bataillons 3.

### Kommandos im Zweiten Weltkrieg
- Stabsquartier des XIX. Armeekorps
- I. Bataillon des Schützen-Regiments 10
- Kradschützen-Bataillon 59
- Panzergrenadier-Regiment 10
- Panzertruppenschule II
- 561. Volksgrenadier-Division
- 710. Infanterie-Division

Mit der deutschen Kapitulation am 8. Mai 1945 geriet Gorn in US-amerikanische Kriegsgefangenschaft, aus der er am 16. Juni 1947 entlassen wurde.

## Auszeichnungen
- Eisernes Kreuz (1939) II. und I. Klasse
- Ritterkreuz des Eisernen Kreuzes mit Eichenlaub und Schwertern[1]
  - Ritterkreuz am 20. April 1941
  - Eichenlaub am 17. August 1942 (113. Verleihung)
  - Schwerter am 8. Juni 1943 (30. Verleihung)
- Deutsches Kreuz in Gold am 8. Februar 1942[1]
- Panzerkampfabzeichen in Bronze
- Nahkampfspange in Bronze
- Verwundetenabzeichen (1939) in Silber